# Grieshorn
Das Grieshorn (italienisch Corno Gries) ist ein 2968 m ü. M. hoher Berg der Leone-Gruppe. Er liegt auf der Grenze zwischen Italien und der Schweiz, genauer zwischen dem Tessin und der Region Piemont südlich des Nufenenpasses.